# Лахмаджун
Лахмаджу́н (от тур. Lahmacun, МФА: {{#parsoid\0fragment:0}}lahma'd͡ʒun{{#parsoid\0fragment:1}}о файле; арм. Լահմաջո лахмаджо; в конечном счёте от араб. لحم بعجين‎ лахм би-аджин «мясо с тестом») — популярное восточное блюдо. В соответствии с национальными предпочтениями его называют турецкой, арабской или армянской пиццей. Основу блюда составляет тонкая хрустящая хлебная лепёшка, на которую укладываются мясной фарш (баранина, реже говядина), помидоры и/или томатный соус, болгарский перец, лук, чеснок, зелень, чёрный перец, душица. Правильно приготовленный лахмаджун весит примерно 150—170 граммов.
В Советской Армении лахмаджун приобрёл популярность в 1960-е годы благодаря репатриантам из сирийского города Алеппо.

## История
Родиной лепешек с мясной начинкой являются арабские страны, которые принесли свою традиционную пищу на земли Армении в ходе военных вторжений VII века. Если воинские походы той эпохи оказались не очень удачными, то с ламаджо дело обстояло с точностью до наоборот. Блюдо настолько прижилось, что стало излюбленным в кулинарии Армении и таковым остается до наших дней.
Лепёшки на Востоке готовились на протяжении веков: их пекли в тандырах, жарили на металлических сковородах и сачах. Для удобства и переноски в них заворачивали мясо и другие продукты. Многие из таких блюд (наряду с лахмаджуном — к примеру сфиха и манакиш) стали популярны в странах, бывших в своё время частями Османской империи, прежде всего в Турции, Сирии, Ливане, Ираке и Армении.
В Стамбуле блюдо появилось только в середине XX века, до этого оно получило распространение только в юго-восточных регионах страны. Открытие в России двух ресторанов армянской кухни с акцентом на лахмаджуне в 2016 году вызвало протесты в турецких СМИ.

## Галерея

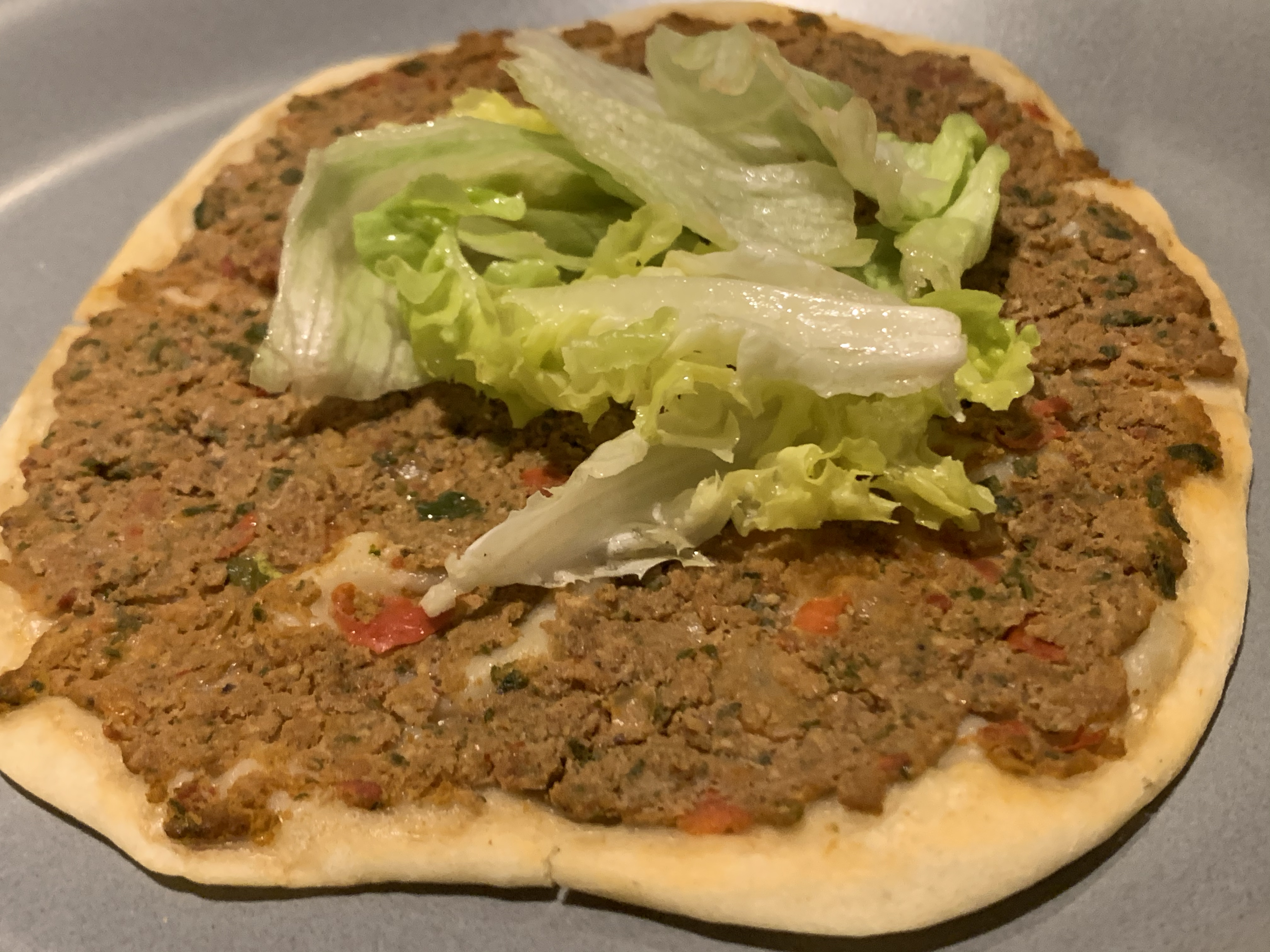
Лахмаджун с салатом
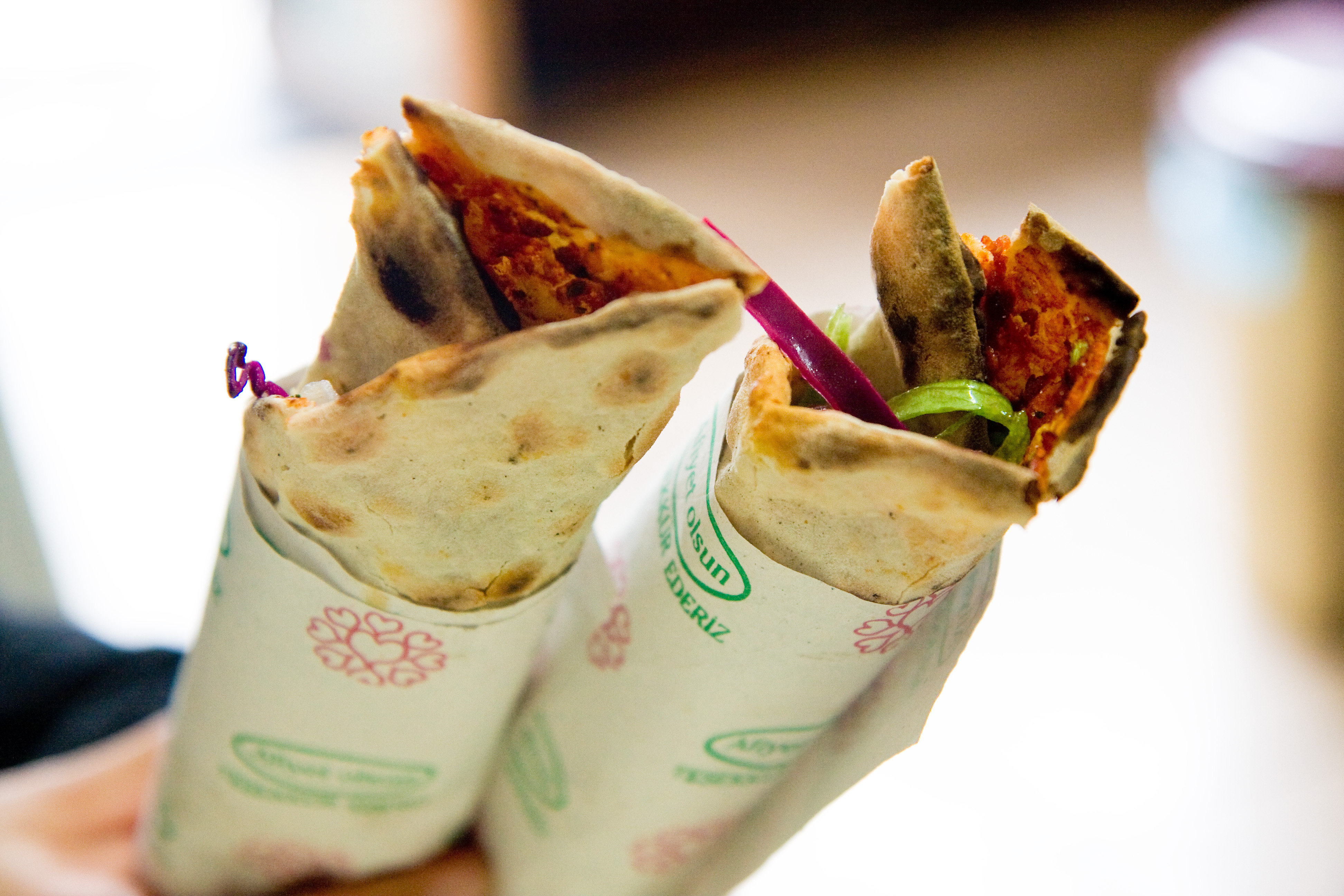
Лахмаджун часто покрывают овощами и закатывают
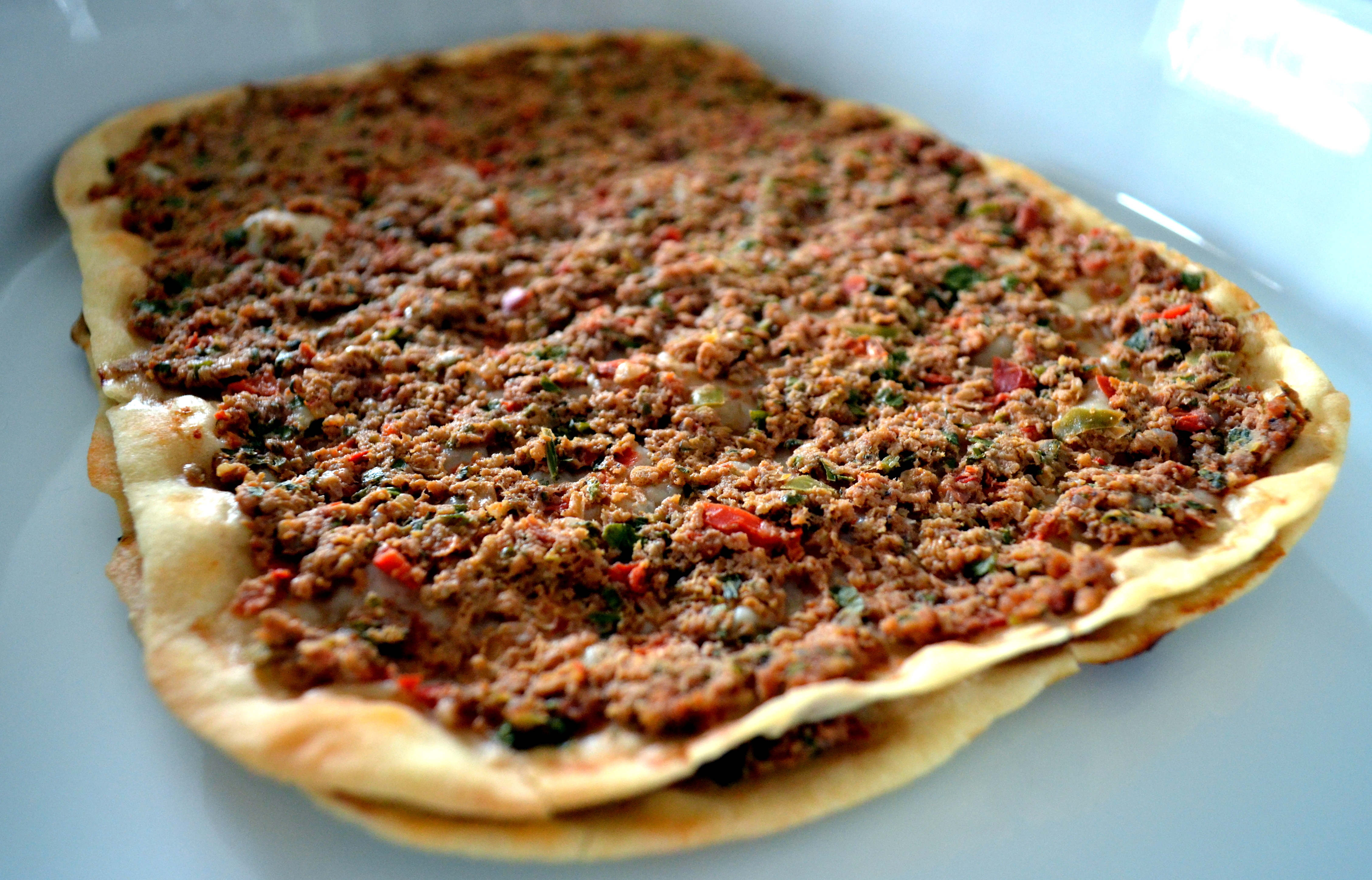
Лахмаджун (ламаджо) в Армении
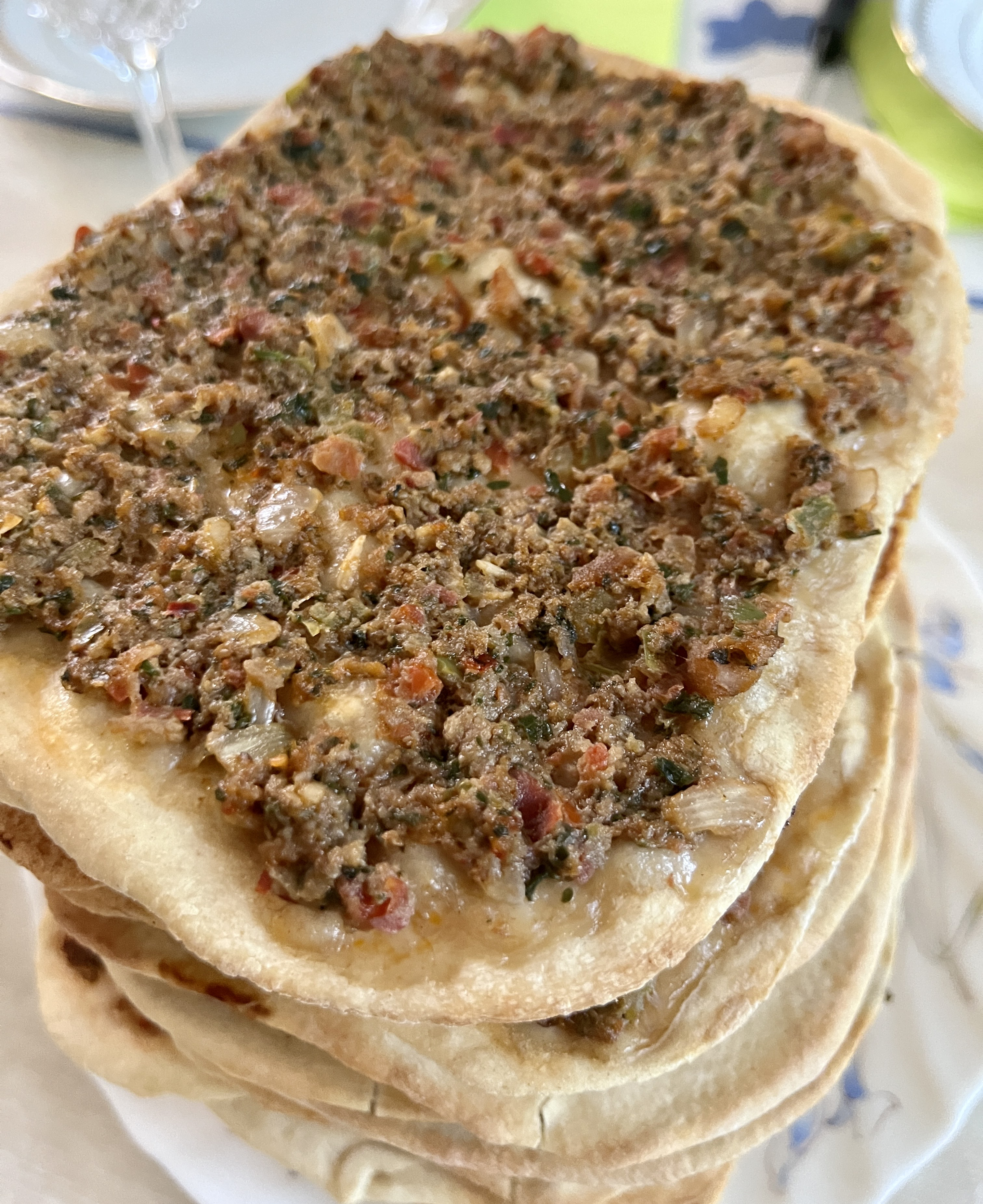
Приготовление в Армении